# Afranthidium pentagonum
Afranthidium pentagonum là một loài Hymenoptera trong họ Megachilidae. Loài này được Gussakovsky mô tả khoa học năm 1930.